# Jan Naaijkens
Johannes Jacobus Josephus (Jan) Naaijkens (Hilvarenbeek, 10 februari 1919 – aldaar, 17 april 2019) was een Nederlandse schrijver. Hij is ereburger van Hilvarenbeek vanwege zijn uiteenlopende culturele verdiensten voor Noord-Brabant. Naar hem is de Jan Naaijkensprijs vernoemd.

## Biografie
Naaijkens is een zoon van Jacobus Martinus Naaijkens (1873-1955), timmerman, koster, gemeente-ontvanger, drukker en uitgever, en Maria Anna Brekelmans (1881-1961). In dit gezin werden 13 kinderen geboren. Op 14-jarige leeftijd vertrok hij naar de Bisschoppelijke kweekschool voor onderwijzers in Den Bosch. Daar maakte hij kennis met cultuur, dat zijn verdere leven zou gaan bepalen. Jarenlang stond hij als leerkracht voor de klas, maar daarbuiten kregen zijn artistieke talenten ruim baan.
Naaijkens is auteur van kinderboeken, toneelstukken, boeken en artikelen over de geschiedenis van Noord-Brabant. Hij schreef ook onder het pseudoniem Jean Filiassi. Naast schrijver was hij onderwijzer, toneelregisseur en -promotor en graficus. Naaijkens zette vele manifestaties op poten en was vijfentwintig jaar de drijvende kracht achter de Groot-Kempische Cultuurdagen in Hilvarenbeek. Hij is oprichter van het Brabants Centrum voor Amateurtoneel, de Stichting Brabants Heem en van de Speelgroep Filiassi.

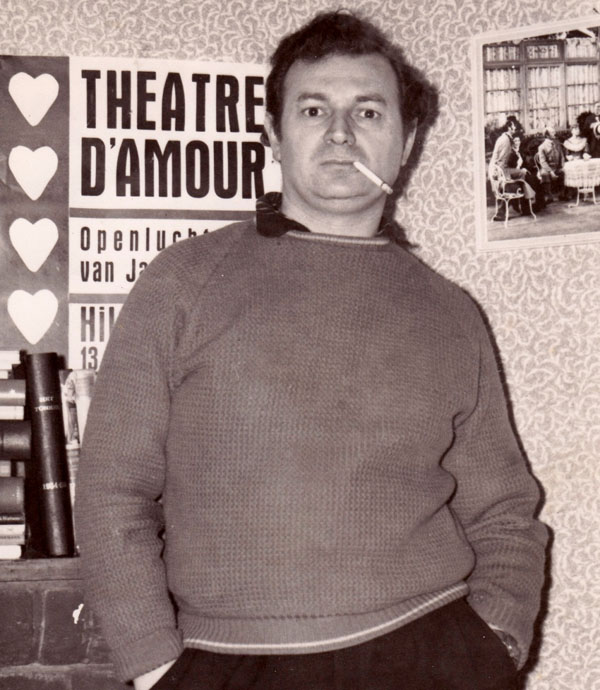
Naaijkens in 1958

In de Tweede Wereldoorlog hielp Jan Naaijkens velen te vluchten naar België en Frankrijk (de Dutch-Paris line), onder wie tweede luitenant Tom Applewhite, een Amerikaans piloot.
Ook vervalste hij persoonsbewijzen. In november 1943 werd de Dutch Paris line opgerold, waarna Naaijkens onderdook in Amsterdam onder de naam Johannes Jacobus Brekelmans. Hij woonde onder meer bij de Amsterdamse kunstschilder Jan Tebben. 
In 1946 trouwde Naaijkens met Agnes van Kalmthout (1921-2009), dochter van musicus Willem van Kalmthout. Zij maakte jarenlang de kostuums voor Speelgroep Filiassi. In dit huwelijk werden twaalf kinderen geboren. Daarnaast ving het echtpaar nog verscheidene pleegkinderen op, onder wie de latere uitgever Mai Spijkers. 
Naaijkens beleefde zijn grootste populariteit in de jaren vijftig van de twintigste eeuw. Hij was toen hoofdredacteur van het cultuurmagazine Edele Brabant, een van de voorgangers van Cultureel Brabant, en verzorgde met onder meer Thieu Sijbers wekelijks voor de KRO-radio het Brabants Halfuur. Naaijkens schreef tevens liedteksten voor Harry Al, Het Biks Trio en de anarchistische folkband RK Veulpoepers BV. Ook was hij presentator van het programma Bij wijze van sprèke van Omroep Brabant (Nederland) en schreef hij vele jaren over toneel in de Nieuwe Tilburgsche Courant en Het Nieuwsblad van het Zuiden. Bij Brandon Pers, waarvan Naaijkens van 1989 tot 2001 voorzitter was, verschenen zijn bibliofiele uitgaven De man die niet sterven kon (1991) en Oude en nieuwe liekes (2001). Veel van zijn toneelstukken werden met grote regelmaat door amateurtoneelverenigingen uitgevoerd. Sommige stukken van zijn hand zijn ook op televisie vertoond. 
Op 15 juni 2000 werd Naaijkens onderscheiden met de Zilveren Anjer. In hetzelfde jaar ontving hij de Bronzen Legpenning van de Stichting Brabants Heem. In 2012 werd hij benoemd tot ereburger van Hilvarenbeek.

## Jan Naaijkensprijs
Vanaf 1982 wordt jaarlijks de Jan Naaijkensprijs uitgereikt. Deze prijs, in het leven geroepen door het Noordbrabants Genootschap, wordt toegekend aan een persoon die een belangrijke bijdrage heeft geleverd aan de ontwikkeling van het culturele leven in Noord-Brabant. 
Prijswinnaars zijn onder meer:
- 1987: Gerard van Maasakkers;
- 2005: Tom America;
- 2006: Y. Né;
- 2008: Ed Schilders;
- 2010: Jacques de Groot;
- 2011: Maarten Jense;
- 2014: Juan Pablo Plazas;
- 2015: Rudolf Samhejl;
- 2016: Ans Mertens;
- 2017: Nuni Weisz;
- 2018: Yoel Pytowski;
- 2019: Pieter Chanterie;
- 2020: Melanie Maria;
- 2021: Christy Westhovens, Britt van den Boogaard, Maud Faassen & Tycho van Zomeren;[5]
- 2022: Ida Leijting, Tianyi Zheng, Lena Longefay & Eliisa Loukola;[6]
- 2023: Iver Uhre Dahl, Karla Paredes de Krentel, Fedrik Vaessen & Noa Zuidervaart;[7]
- 2024: Karma Hamed, Eva van Ooijen, Wout Peeters & Sixin Zeng[8]

## Selectieve bibliografie
- 1953 – De grootste veroveraar
- 1967 – Leer mij ze kennen … de Brabanders
- 1971 – Biks 5
- 1972 – Een rotte vis in de mand
- 1978 – De kip zonder staart
- 1979 – Noord-Brabant in grootvaders tijd
- 1981 – Leven en werk
- 1981 – Zij volgden de ster
- 1984 – Het geheim van de leeuw
- 1991 – De man die niet sterven kon
- 1993 – Dè’s Biks
- 1994 – Het spel is nog niet uit
- 1999 – Het dorp van onze jeugd
- 2001 – Oude en nieuwe liekes
- 2001 – Het geslacht Sus (deel 2), het varken